# Henri Delaunay
Henri Delaunay (15. juni 1883 – 9. november 1955) var en fransk fodboldleder, der var UEFA's første generalsekretær og idemanden bag EM i fodbold.
Efter at have spillet for fodboldholdet Étoile des Deux Lacs fra Paris blev han fodbolddommer. Han stoppede dog igen efter et uheld under en kamp mellem AF Garenne-Doves og ES Benevolence, hvor han slugte sin fløjte og knækkede to tænder, da han blev ramt i hovedet af en bold.
Han startede sin karriere som leder i 1906, da han blev formand for klubben Étoile des Deux Lacs. Senere blev han generalsekretær for Comité français interfédéral (CFI), forløberen for det franske fodboldforbund, Fédération Française de Football (FFF). Da CFI blev til FFF i 1919 beholdt han posten som generalsekretær.
Han var suppleant i FIFA's bestyrelse i 1924-1928. Han var sammen med Jules Rimet de første arkitekter bag VM i fodbold. Han foreslog også indførelsen af Europa Cup'en for mesterhold allerede i 1920'erne.
Han var også hovedansvarlig for oprettelsen af Europamesterskabet i fodbold, hvis pokal er opkaldt efter ham. Delaunay fremførte dette forslag første gang i 1927, men det første europamesterskab blev først afgjort i 1960 – fem år efter hans død.
Han var UEFA's generalsekretær fra organisationens grundlæggelse den 15. juni 1954 til sin død knap 1½ år senere. Hans søn, Pierre Delaunay, efterfulgte ham som generalsekretær for UEFA.